# Lahul and Spiti (distrikt)
Lahul and Spiti (hindi: लाहौल और स्पीती) er et distrikt i den indiske delstat Himachal Pradesh. Distriktets hovedstad er Keylong. 

## Demografi
Ved folketællingen i 2011 var der 31.528 indbyggere i distriktet, mod 33,224 i 2001. Distriktet har ingen urban befolkning.
Børn i alderen 0 til 6 år udgjorde 9,50 % i 2011 mod 11,03 % i 2001. Antallet af piger i den alder per tusinde drenge er 1013 i 2011 mod 961 i 2001.

## Galleri
- NH 505
- Spiti flyde
- Kye Gompa
- Dhankar Gompa
- Tabo Gompa
- Kaza
- Kibber
- Kunzum La